# Елк (округ, Канзас)
Шаблон:StateAbbr_ 37°27′00″ пн. ш. 96°14′00″ зх. д. / 37.45° пн. ш. 96.2333° зх. д.
Округ Елк (англ. Elk County) — округ (графство) у штаті Канзас, США. Ідентифікатор округу 20049.

## Історія
Округ утворений 1875 року.

## Демографія
За даними перепису 2000 року загальне населення округу становило 3261 особи, усе сільське.
Серед мешканців округу чоловіків було 1558, а жінок — 1703. В окрузі було 1412 домогосподарства, 924 родин, які мешкали в 1860 будинках.
Середній розмір родини становив 2,84.
Віковий розподіл населення поданий у таблиці:
| Стать    | До 15 років | 15-21 | 22-29 | 30-39 | 40-49 | 50-65 | 65-85 | Понад 85 |
| -------- | ----------- | ----- | ----- | ----- | ----- | ----- | ----- | -------- |
| Чоловіки | 274         | 142   | 93    | 159   | 224   | 316   | 301   | 49       |
| Жінки    | 298         | 134   | 93    | 177   | 205   | 321   | 356   | 119      |

## Суміжні округи
- Грінвуд — північ
- Вілсон — схід
- Монтгомері — південний схід
- Шотоква — південь
- Ковлі — південний захід
- Батлер — північний захід

## Виноски
1. ↑  U.S. Decennial Census. United States Census Bureau. Архів оригіналу за 26 квітня 2015. Процитовано 24 липня 2014.
2. ↑  Historical Census Browser. University of Virginia Library. Архів оригіналу за 11 серпня 2012. Процитовано 24 липня 2014.
3. ↑  Population of Counties by Decennial Census: 1900 to 1990. United States Census Bureau. Архів оригіналу за 5 червня 2019. Процитовано 24 липня 2014.
4. ↑  Census 2000 PHC-T-4. Ranking Tables for Counties: 1990 and 2000 (PDF). United States Census Bureau. Архів оригіналу (PDF) за 18 грудня 2014. Процитовано 24 липня 2014.
5. ↑  State & County QuickFacts. United States Census Bureau. Архів оригіналу за 6 серпня 2011. Процитовано 24 липня 2014.(англ.) Наведено за англійською вікіпедією.
6. ↑  American FactFinder. Бюро перепису населення США. Архів оригіналу за 21 травня 2008. Процитовано 31 січня 2008.

| США | Це незавершена стаття з географії США. Ви можете допомогти проєкту, виправивши або дописавши її. |